# Again (Yui)
Again è un brano musicale della cantante giapponese Yui, pubblicato come suo quattordicesimo singolo il 3 giugno 2009. Il brano è incluso nell'album Holidays in the Sun, quarto lavoro della cantante. Il singolo ha raggiunto la prima posizione della classifica Oricon dei singoli più venduti in Giappone, vendendo 163.876. Il singolo è stato certificato disco d'oro. Il brano è stato utilizzato come prima sigla d'apertura della serie televisiva anime Fullmetal Alchemist: Brotherhood.

## Tracce
CD SRCL-7037
1. Again
2. Sea
3. SUMMER SONG ~YUI Acoustic Version~
4. Again ~Instrumental~

## Classifiche
| Classifica (2009)            | Posizione più alta |
| ---------------------------- | ------------------ |
| Giappone (Oricon)            | 1                  |
| Giappone (Billboard Hot 100) | 1                  |